# Pénitencier de La Stampa
Le pénitencier de La Stampa est un établissement pénitentiaire situé à Lugano, dans le canton du Tessin. Il est destiné à accueillir des personnes condamnées à une peine d'emprisonnement, une mesure thérapeutique institutionnelle ou un internement. Il s'agit du plus important établissement carcéral en Suisse italophone et son fonctionnement est couplé à celui de la prison La Farera.

## Présentation
Le pénitencier de la Stampa se trouve à Lugano (Tessin),. Il est dédié à l'exécution des peines, des traitements thérapeutiques et des internements. Exceptionnellement, des individus normalement incarcérés à la prison La Farera (détention préventive) peuvent y être détenus.
L'établissement est composé de 4 secteurs distincts dont les affectations ont varié au cours du temps,,. Les différents secteurs regroupent 140 cellules individuelles.
Jusqu'en 2014, les 140 cellules étaient occupées individuellement. Toutefois, à partir de 2015, des aménagements ont permis le doublement de certaines cellules et l'augmentation de la capacité d'accueil de l'établissement, celui-ci montant à 151 détenus en 2015 puis à 164 à partir de 2019,,.
Dans une étude universitaire menée au sein de l'Université de Lausanne et publiée en 2019, il apparaît que près de 35 % des détenus du pénitencier sont catholiques, environ 17 % chrétiens (différentes formes de protestantisme) et 10 % musulmans. Si la pratique religieuse individuelle se situe à un niveau comparable à celle d'autres établissements carcéraux en Suisse, la religion est toutefois un élément important de la vie du pénitencier puisque le taux de détenus indiquant avoir commencé à prier en détention y est supérieur tout comme la célébration en commun (avec les codétenus) des fêtes religieuses.

## Histoire
Le pénitencier de La Stampa est inauguré par les autorités le 8 août 1968. À l'origine, le pénitencier accueillait des détenus hommes et femmes aussi bien pour de la détention préventive que pour de l'exécution de peines ou des internements.
En 1986, les autorités cantonales ouvrent la structure annexe la casetta La Silva. Cet espace permet aux détenus des rencontres intimes avec leur partenaire - les relations entre les personnes devant être estimées durables, ce qui exclut la prostitution. Les responsables de l'établissement soulignent l'importance d'entretenir des relations sentimentales et sexuelles durant la détention afin de favoriser la réinsertion.
En 2006, une importante restructuration de l’organisation carcérale tessinoise est opérée, affectant profondément le pénitencier de la Stampa. La prison La Farera - située à côté du pénitencier - est mise en service, entraînant la création d'un complexe carcéral et le regroupement de certaines activités entre les deux structures. Les détenus en détention préventive ainsi que les femmes sont alors déplacés dans le nouvel établissement, le pénitencier devenant réservé à la détention des hommes en exécution de peines, de mesures thérapeutiques ou d'internements.
Afin de renforcer la sécurité du complexe carcéral, les autorités tessinoises annoncent à l'automne 2018 des investissements pour la modernisation des installations électroniques du pénitencier. L'effort porte notamment sur la télécommunication puisqu'il est prévu d'acquérir des technologies permettant la détection de téléphones mobiles en cellules et l'amélioration du système de téléphonie (capacité d'écoute des conversations sur demande des autorités judiciaires). En mai 2020, le parlement cantonal valide un projet de travaux et d'extension du complexe carcéral.
À partir du mois de mai 2020, les autorités décident la suppression des mesures d'isolement des criminels sexuels du reste de la population carcérale. Auparavant, les premiers étaient séparés des autres détenus et isolés dans un secteur dévolu uniquement à cet effet. Les responsables expliquent que cette séparation des populations carcérales sur la base des motifs de condamnation pénale et non du comportement en détention était unique dans le pays et posait des difficultés juridiques quant à l'égalité de traitement des personnes incarcérées. Ils indiquent également que les réactions des détenus concernés étaient variables, certains souhaitant quitter ce secteur particulier mais de nombreux autres exprimant leurs craintes quant à leur intégration au sein des autres détenus.

## Incidents
À l'été 2018, une importante bagarre oppose huit détenus dans la cour du pénitenciers lors d'une promenade,. Un jeune homme de 29 ans est blessé et doit être transféré à l'hôpital pour y recevoir des soins chirurgicaux. Pour éviter une escalade de la violence les jours suivants, les autorités pénitentiaires décident le transfert à la prison La Farera et la mise en cellule disciplinaire (isolement) des détenus impliqués.

### Rapport d'organisme indépendant
- Rapport de visite de la Commission nationale de prévention de la torture (2011) (en italien) ; Prise du position du Conseil d'état du Canton du Tessin (en italien)
- Rapport de visite de la Commission nationale de prévention de la torture (2013) (en italien) ; Prise du position du Conseil d'état du Canton du Tessin (en italien)